# أرناها
قرية أرناها، هي إحدى قرى مقاطعة سارلاهي التابعة لمديرية جاناكبور الواقعة في جنوب شرق النيبال وفقًا لتعداد عام 1991 بلغ عدد سكانها 2618 نسمة والأسر 447 أسرة.